# کوکوئیهائلی (هاوایی)
کوکوئیهائلی (به انگلیسی: Kukuihaele) یک منطقهٔ مسکونی در ایالات متحده آمریکا است که در شهرستان هاوایی، هاوایی واقع شده‌است. کوکوئیهائلی ۵٫۹ کیلومتر مربع مساحت و ۳۳۶ نفر جمعیت دارد و ۱۸۵ متر بالاتر از سطح دریا واقع شده‌است.